# Buslijn 357 (Amsterdam - Kudelstaart)
Buslijn 357 is een R-net buslijn geëxploiteerd door Connexxion die het centrum van Amsterdam en Amsterdam-Zuid met Amstelveen, Aalsmeer en Kudelstaart verbindt. De lijn werd op 10 december 2017 ingesteld als opvolger van lijn 172 en vervult tevens een belangrijke stadsvervoerfunctie binnen Amsterdam. 

## Geschiedenis

### Lijn 1/11

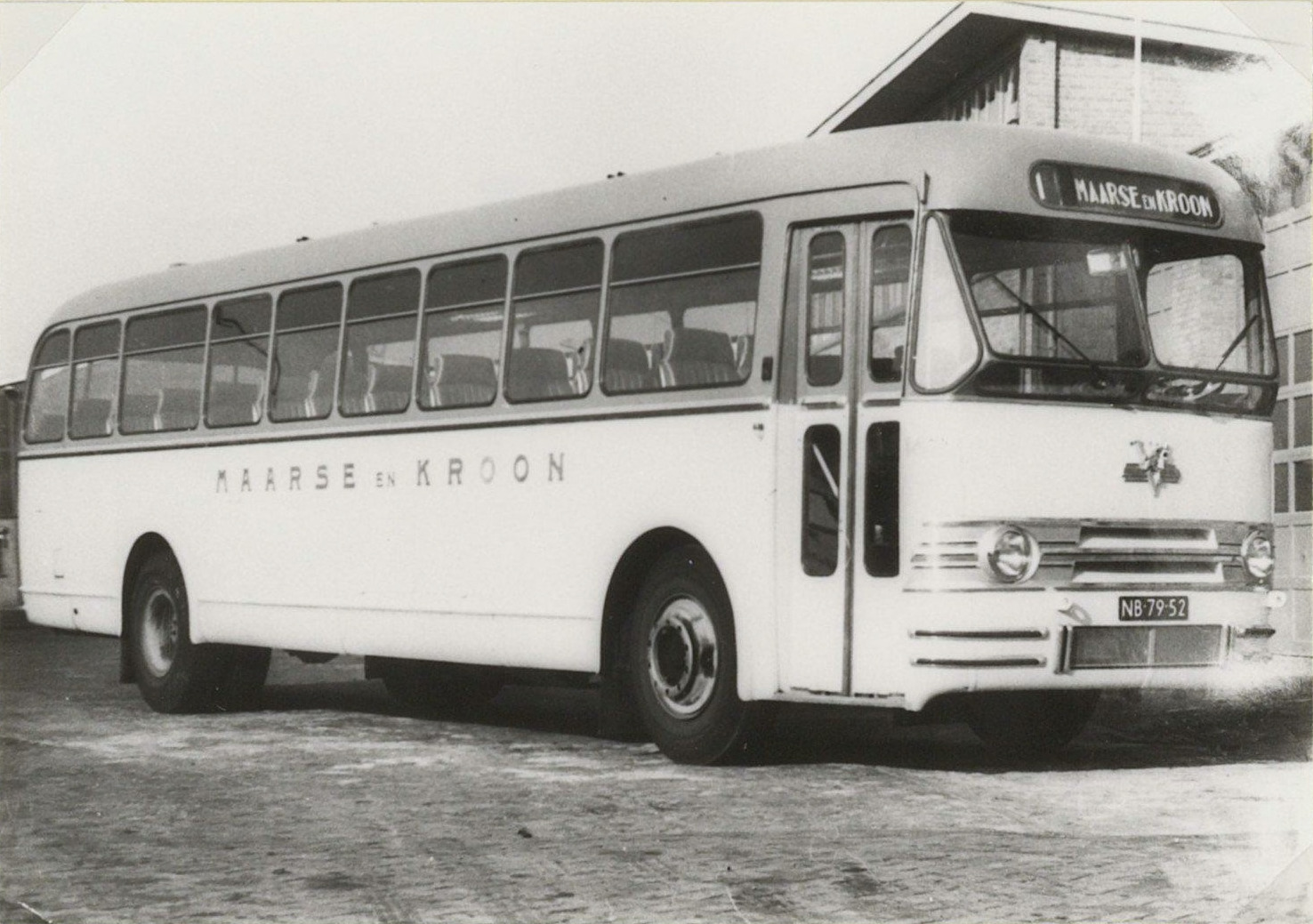
Maarse & Kroonbus op lijn 1 tussen 1954 en 1963

Op 15 mei 1925 werd bij de toenmalige streekvervoerder Maarse & Kroon een verbinding geopend tussen Aalsmeer en Leimuiden die verder reed naar Leiden. Op 1 januari 1927 werd een busdienst geopend van Aalsmeer via Bovenkerk en Amstelveen naar het Haarlemmermeerstation. Hieruit ontstond lijn 1 die Aalsmeer (een deel van de diensten reed verder naar Kudelstaart/Rijsenhout en Leimuiden) via Bovenkerk en Amstelveen (waar gereden werd via de Keizer Karelweg en de Amsterdamseweg) met Amsterdam verbond over de Amstelveenseweg) met het Haarlemmermeerstation.  
Tussen Aalsmeer en Bovenkerk had de lijn twee routes. Afwisselend werd gereden via de Aalsmeerderdijk en de Legmeerdijk.  
Op 17 oktober 1971 werden de lijn samen met lijnen 6, 7, 8 en 9 opengesteld voor stadsvervoer in Amsterdam omdat GVB-bus 29 werd opgeheven en vervangen door M&K-lijnen die toegankelijk waren met GVB-plaatsbewijzen. Dit betrof alleen het traject tussen de Kalfjeslaan en het Haarlemmermeerstation. Bij de invoering van de eerste fase van Lijnen voor morgen op 17 oktober 1971 werd de lijn ter vervanging van tram 1, die van de Amstelveenseweg verdween, doorgetrokken 
via de Overtoom naar het centraal station waar de lijn in het Prins Hendrikplantsoen standplaats had.
In juni 1973 fuseerde M&K met de NBM tot Centraal Nederland. Lijn 1 werd gesplitst in lijn 1 die via de Aalsmeerderdijk reed en lijn 11 via de Legmeerdijk.

### Lijn 171/172
In 1980 begon CN systematisch de lijnnummers te verhogen om doublures binnen Amsterdam te voorkomen. De voormalige Maarse en Kroon-lijnen kwamen op 31 mei 1981 aan de beurt. De 100-nummers waren al in gebruik en dus werd lijn 1 tot 171 vernummerd en lijn 11 tot 172. Ook werd na het gereed komen van de Binnenring gereden via de Marnixstraat in plaats van de Nassaukade.
Vooral lijn 172, gereden door Aalsmeer maar na de sluiting van deze garage door Uithoorn en Leimuiden, groeide uit tot een drukke lijn zeker na de komst van de nieuwe bloemenveiling aan de Legmeerdijk. Lijn 172 reed dan ook vaker dan lijn 171 maar op het gezamenlijke traject waren de lijnen toch afgestemd op elkaar. Vanaf december 1990 werd de dienst grotendeels geëxploiteerd met gelede bussen afkomstig uit Amsterdam die daar overbodig waren geworden door de opheffing van lijn 67. In mei 1993 werden de lijnen op de stille uren ingekort tot het busstation Marnixstraat. 
In mei 1994 werd CN opgeheven en verdeeld (feitelijk teruggesplitst) tussen NZH en Midnet; lijn 171 en 172 waren voortaan NZH-lijnen. In Amsterdam werd de route verlegd van het Museumplein (dat autovrij werd) naar de Paulus Potterstraat. 
Nadat de lijnen in 1997 exploitatief gekoppeld waren aan ex-Enhabo lijn 91, werd op alle tijdstippen weer naar het Centraal station gereden en was lijn 171 vanuit Leimuiden ingekort tot Kudelstaart en lijn 172 tot Aalsmeer. Deze lijnen werden vanaf 1998 een doorgaande lijn 171/172 Kudelstaart-Landsmeer waarbij alleen in Aalsmeer een afwijkende route werd gereden. De lijn werd nu ook vanuit de ex-Enhabo garage in Zaandam gereden. Er was nu een lange doorgaande lijn met gelede bussen ontstaan die een dorp ten noorden van Amsterdam verbond met een dorp ten zuiden van Amsterdam. De route voerde dwars door Amsterdam noord, centrum, zuid, Amstelveen en Aalsmeer. Een rit over de gehele route nam meer dan anderhalf uur in beslag, maar veel doorgaande reizigers kende de lijn niet.

### Lijn 172

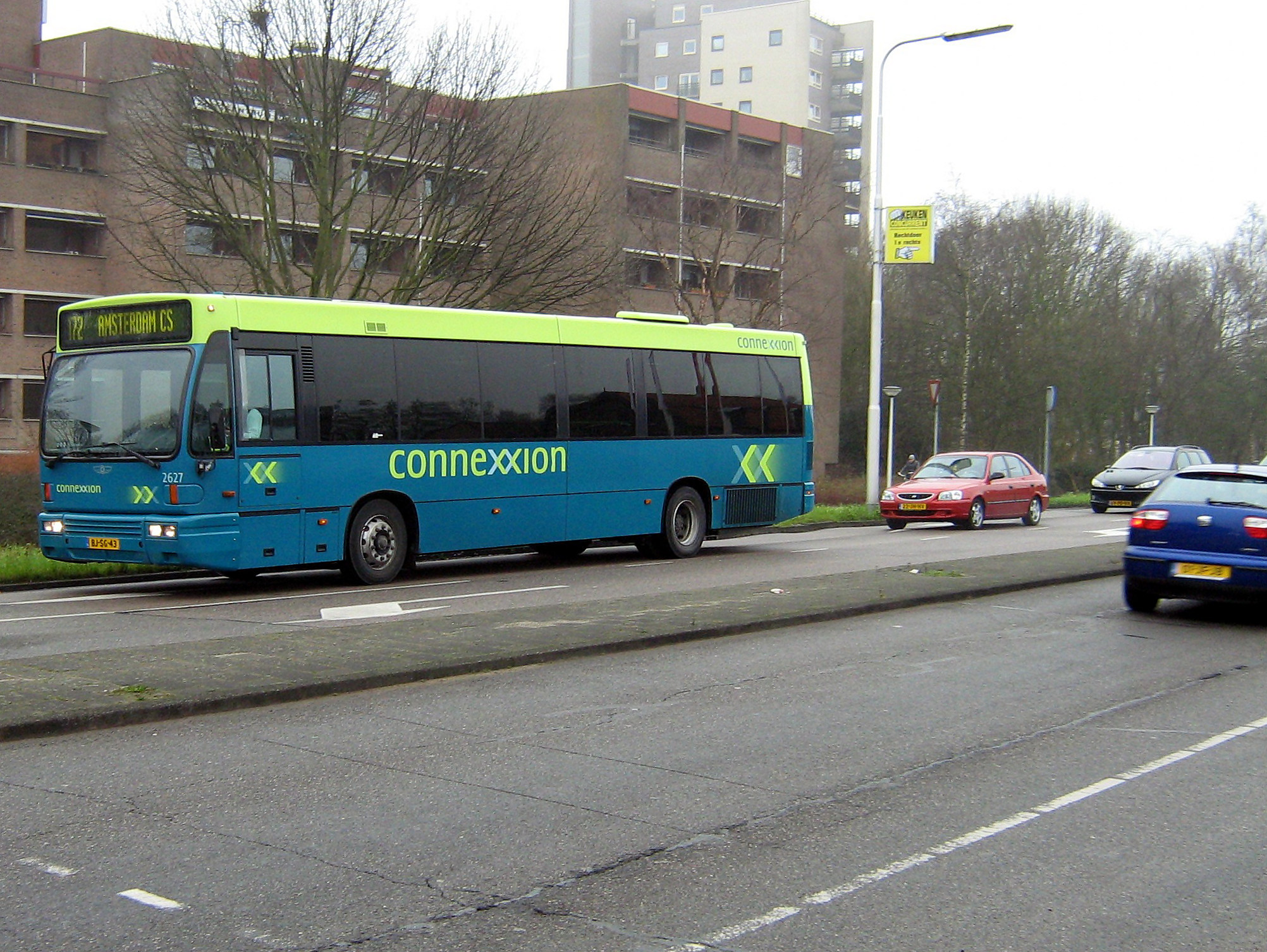
Alliance 2627 op lijn 172 in Amstelveen

In mei 1999 fuseerden NZH en Midnet met de omringende streekvervoerders tot Connexxion, alweer de vierde exploitant voor lijn 171 en 172. Net als lijn 170 (ex-8) werd de route verlegd via de Lairessestraat in plaats van de Overtoom. Ook ging lijn 172 in Amstelveen door Westwijk rijden. Lijn 171 werd ingekort tot het traject Aalsmeer-Amstelveen waardoor alleen lijn 172 het gehele traject Kudelstaart-Aalsmeer reed. 
In december 2005 ging de concessie Waterland over van Connexxion naar Arriva en werd lijn 172 ingekort tot het Centraal Station. Het ex-Enhabo deel werd Arriva lijn 173.
In december 2007 verdwenen de gelede bussen (welke op het traject Aalsmeer - Kudelstaart overcapaciteit gaven) maar ging de lijn frequenter rijden, op maandag tot en met vrijdag overdag elke 10 minuten.

### Lijn 357
Op 10 december 2017 werd lijn 172 omgezet in R-net lijn 357 waarbij tussen Aalsmeer en Kudelstaart beperkt werd gereden. Op 16 juli 2018 werd de lijn ingekort tot het busstation Elandsgracht.

### Lijn 357/358

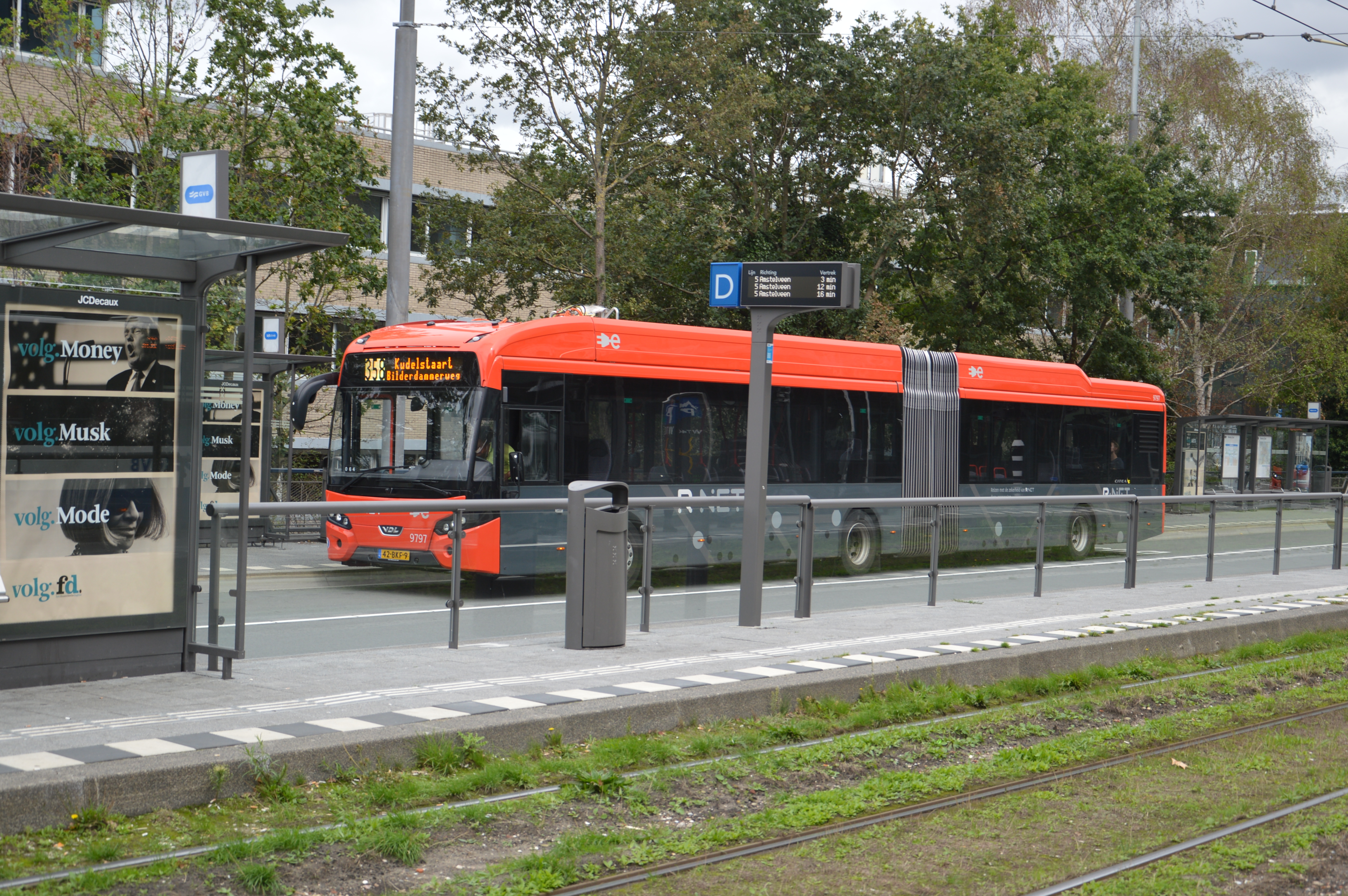
Elektrische gelede Citea op lijn 358

Op 22 juli 2018 bij de ingebruikname van de Noord-Zuidlijn werd lijn 357 gesplitst in lijn 357 en lijn 358 waarbij lijn 357 in frequentie werd gehalveerd en ingekort tot Aalsmeer. Lijn 358 reed vanaf station Amsterdam Zuid waar werd aangetakt op de metro en de helft van de ritten reed door van Aalsmeer naar Kudelstaart. Op 12 december 2021 werd het busstation Aalsmeer verplaatst van de Hortensialaan naar de Zwarteweg aan de rand van het dorp en reden de lijnen niet meer door het dorp.
Op 21 juli 2024 werd lijn 358 opgeheven vanwege de doortrekking van de Amsteltram vanuit Amstelveen Westwijk naar Uithoorn. Een deel van de ritten van lijn 357 werd verlengd van Aalsmeer naar Kudelstaart, waarmee de route van de vervallen lijn 358 overgenomen werd. Voorts werd de frequentie tussen Amsterdam en Aalsmeer verhoogd ter compensatie van het vervallen van lijn 347.

### Versterkingslijnen

#### Lijn 173
In de zomer van 2016 werd een "zomerlijn" 173 ingesteld die op werkdagen overdag tussen Amstelveen busstation en Aalsmeer Hortensiaplein reed en op dat traject de frequentie van lijn 172 verdubbelde. Tussen Amstelveen en Amsterdam werd lijn 172 in deze periode in frequentie gehalveerd.

#### Lijn 272
In de ochtendspits reed een deel van de ritten van lijn 172 als sneldienst met het lijnnummer 272.

### Nachtlijnen

#### Lijnen 18, 178, N71 & N57
Sinds 1974 bestond er in het weekeinde ook een nachtbus naar Uithoorn en Aalsmeer. Dit was eerst lijn 18, die reed in samenhang met GVB nachtbuslijn 74, en sinds 1981 lijn 178. Later reden de nachtbussen onder het lijnnummer 170, daarna als lijn N71 en sinds 10 december 2017 als N57.